# Taskenti tévétorony
A taskenti tévétorony (üzbégül: Тошкент Телеминораси) egy 375 méter magas torony, amely Taskentben, Üzbegisztán fővárosában található, és a világ tizenkettedik legmagasabb tornya. Ez a második legmagasabb építmény Közép-Ázsiában a kazahsztáni Ekıbastūzban található GRESZ-2 hőerőmű kéménye után. Az építmény a World Federation of Great Towers szervezet tagja.

## Története
A torony építéséről 1971. szeptember 1-jén született döntés, hogy a televízió- és rádiójeleket Üzbegisztán egész területére eljuttassák. Az építkezés 1978-ban kezdődött, végül a torony hat évvel később, 1985. január 15-én kezdte meg működését. 1985 és 1991 között a világ negyedik legmagasabb tornya volt.  Építészeti terveit Nyikolaj Tyerzijev-Carukov és Jurij Szemasko készítették. Hat év építés után 1985. január 15-én nyitották meg.
2008 szeptemberében a német Kathrein vállalat 220 méter magasan üzembe helyezett egy DVB-T adót. Ennek a berendezésnek az üzembe helyezése jelentette a digitális földfelszíni lefedettség kezdetét Üzbegisztánban. A tervek szerint az elkövetkező években az egész országot lefedik a DVB-T és a DVB-H szolgáltatással.

## Jellemzői
A taskenti tévétorony magja egy függőleges konzolos szerkezet, amely acélból készült. Ezt az első szintnél három acélláb támasztja meg, kialakítása hasonlít a szintén szovjet építésű, ám négy támasztékos kijevi tévétoronyhoz. A szerkezet teljes tömege 59 000 tonna. Az épület különleges kialakítása és 11 méteres alapzata azért épült, hogy akár egy Richter-skála szerinti 9-es erősségű földrengést is kibírjon. A toronyba modern és hagyományos üzbég építészeti stíluselemek egyaránt beépültek. A vizuális megjelenés szándékosan emlékeztet egy felszálló rakétára. A 375 méteres magassága és a keleti fémdíszítés ellenére a torony nagyon finom megjelenésű. Három markáns tartóoszlop alkotja az alapot. Az oszlopok metszéspontjában két forgó étterem található 120 férőhellyel. A 105 méter magasságban található „Kék étterem” hagyományos üzbég stílusban készült. A falakat festmények díszítik, amelyek Üzbegisztán történelmének jeleneteit ábrázolják. A 110 méter magasságban elhelyezkedő „Vörös étterem” a Szovjetunió kozmopolita törekvéseit képviselte. A Szovjetunió összeomlása után átalakították, és mostani berendezésével a modern nyugati világot képviseli.
A tévétorony a kilátó mellett egy műsorszóró berendezéssel és egy meteorológiai állomással is rendelkezik. A tévétornyot évente mintegy 70 000 turista látogatja meg. A technikai helyiségek, amelyek a nyilvánosság számára nem hozzáférhetőek, 115 méteres magasságban találhatók.
Az antennaépítmény, amely 223,5 méterről indul, öt lépcsőben keskenyedik 4 méterről 0,72 méter átmérőjűre a csúcsig. A toronyszerkezet két különálló toronykosárból áll. Az alsó öt emelet magas, és a már említett két forgó étteremnek, a kilátónak, valamint a kiszolgáló és technikai helyiségeknek ad otthont. A felső, mintegy 220 méter magasságban található, kétszintes, és nem látogatható. Ami figyelemre méltó, az a földtől a felső toronykalitkáig tartó folyamatos rácsszerkezet, amely a toronytengelyt alkotja. Ezek a tengelyben lévő belső, egymáshoz kapcsolódó részek növelik a rugalmasságot, ami előnyös a szerkezet földrengésállósága és az időjárás okozta hőtágulása szempontjából. A tévétorony összesen három lifttel rendelkezik.

## Fordítás
- Ez a szócikk részben vagy egészben  a   Fernsehturm Taschkent című német Wikipédia-szócikk ezen változatának fordításán alapul.  Az eredeti cikk szerkesztőit annak laptörténete sorolja fel. Ez a jelzés csupán a megfogalmazás eredetét és a szerzői jogokat jelzi, nem szolgál a cikkben szereplő információk forrásmegjelöléseként.